# Kia Sorento
Kia Sorento je střední městské SUV, které vyrábí jihokorejská automobilka KIA. Vůz se od začátku výroby v roce 2002 dočkal čtyřech generací.

## První generace Kia Sorento (2002–2008)

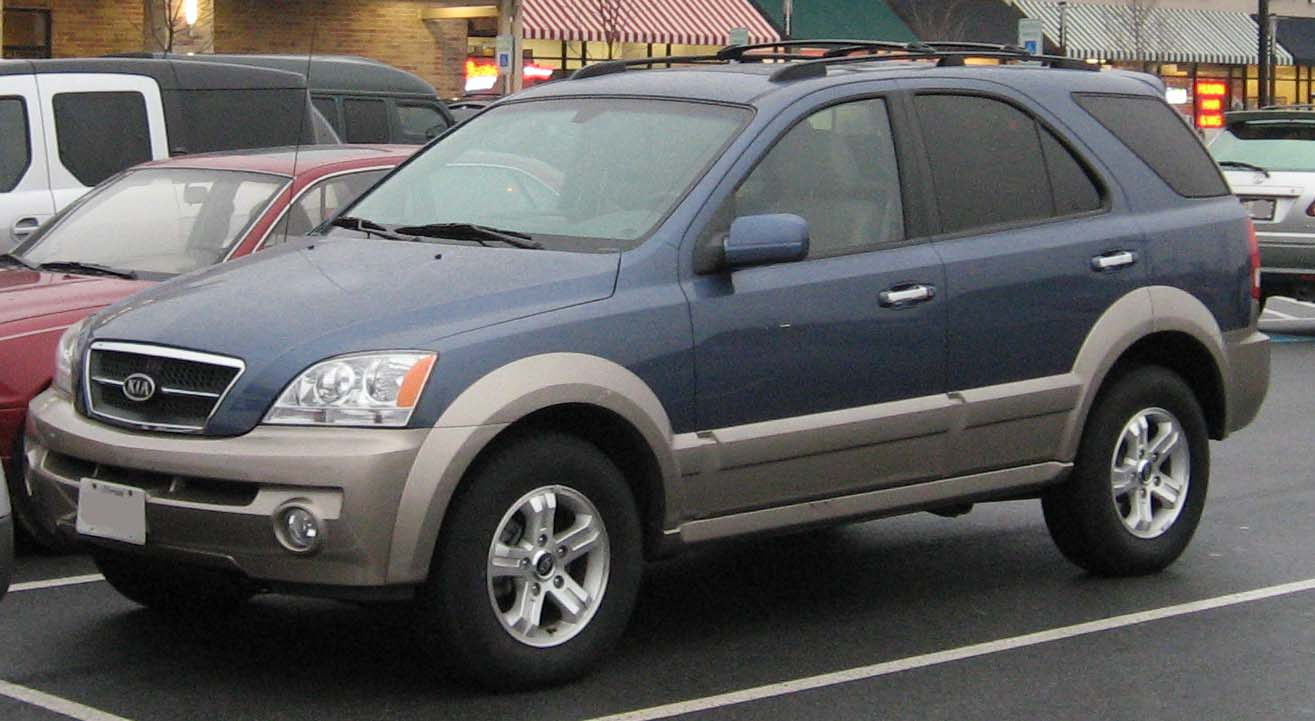
Kia Sorento první generace

Kia Sorento debutovalo v roce 2002 jako robustní SUV ve dvou stupních výbavy a s volitelným pohonem všech 4 kol. Převodovka byla buď 5 rychlostní manuál nebo 4/5 rychlostní automat. Sorenta první generace jsou vybavena motory 3,5L 24 ventilů DOHC V6 nebo 2.5L   
Společné znaky rodiny Sorento jsou kotoučové brzdy, volitelně ABS (ABS) a palivová nádrž na 79,9 litrů.

## Druhá generace Kia Sorento (2009–2014)

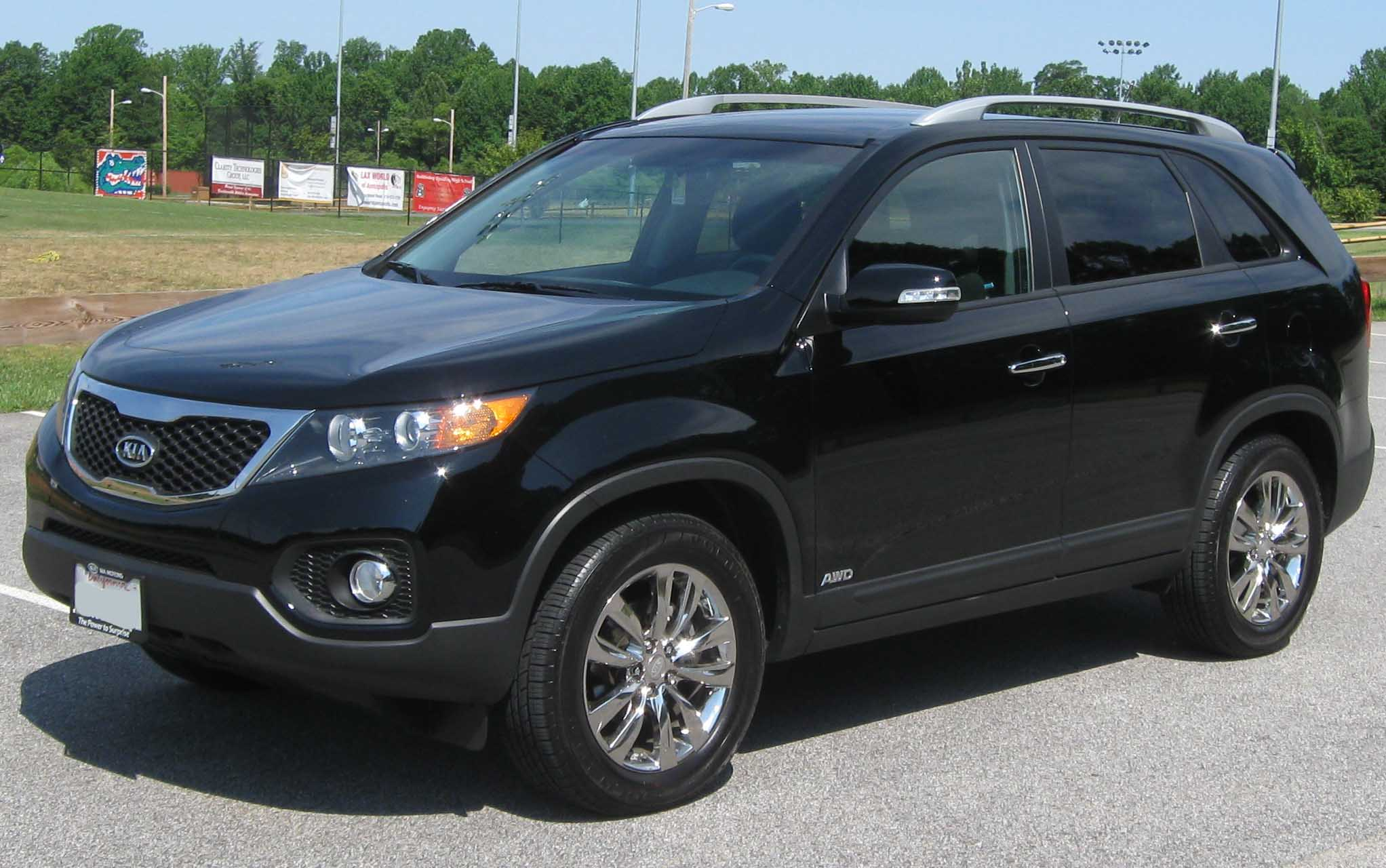
Kia Sorento druhé generace

Poprvé byl vůz druhé generace představen v roce 2009 v Jižní Koreji s firemní designovou změnou masky chladiče tzv. Tiger nose, novou unibody konstrukcí a výrazně sníženou vahou i spotřebou. Sorento se prodávalo ve třech výbavách stupních LX, EX a SX.
V roce 2012 model získal 5/5 hvězdiček v hodnocení bezpečnosti NCAP.

## Třetí generace Kia Sorento (2015-2020)

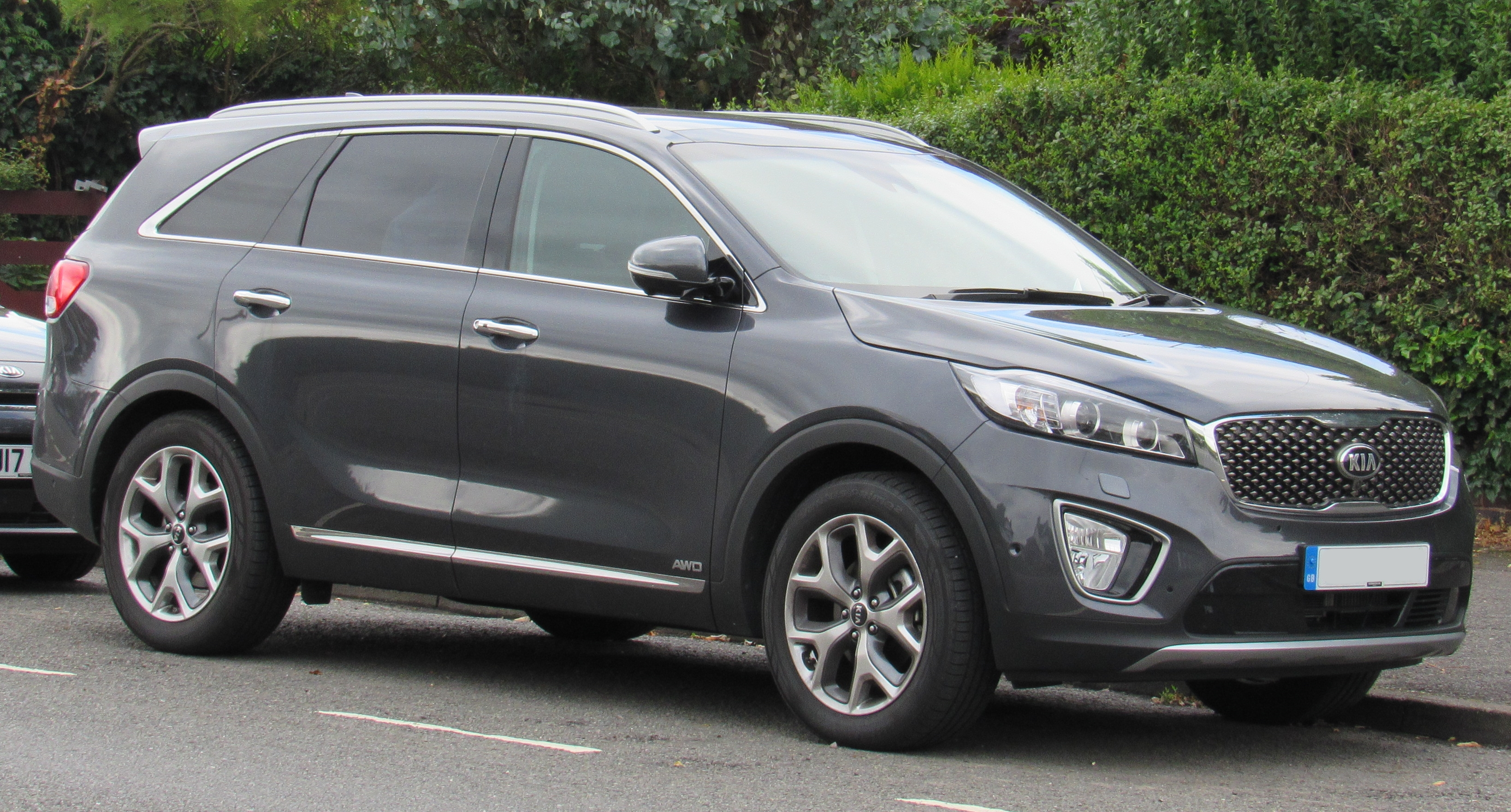
Kia Sorento třetí generace

V srpnu 2014 odhalila Kia v Jižní Koreji třetí generaci vozu a později na autosalonu v Paříži. Vůz sdílí platformu i základní design interiéru s Kia Carnival/Sedona. V závislosti na konfiguraci je vůz pro pět nebo sedm pasažérů. Nová generace se v délce prodloužila o 95 mm. 
Sorento zůstává s pohonem všech 4 kol ve třech stupních výbavy a s motorizacemi 2.2 CRDi a 2.2 CRDi A/T.